# SO Châtellerault
SO Châtellerault is een Franse voetbalclub uit Châtellerault, Nouvelle-Aquitaine. De club werd in 1914 opgericht.
Het sportieve hoogtepunt van de club was in het seizoen 1987-1988 toen één seizoen op het tweede nationale niveau (groep A) werd gespeeld.
In 2005 promoveerde Chätellerault  naar de Championnat National (derde klasse). In 2008 degradeerde de club. Het volgende seizoen eindigde al even catastrofaal als het vorige en er kwam een tweede degradatie op rij. Door financiële problemen werd de club in 2016 teruggezet naar de Division Honneur, de zesde klasse. In 2019 promoveerde de club weer naar de nationale reeksen.

## Bekende (ex-)spelers
- Mickaël Pagis